# Barney Williams
Guillermo Barney Williams (* 13. März 1977 in San Martín de los Andes, Argentinien) ist ein ehemaliger kanadischer Ruderer.

## Sportliche Karriere
Der 1,93 m große Williams begann 1992 mit dem Rudersport. 1997 belegte er mit dem kanadischen Achter den fünften Platz bei den U23-Weltmeisterschaften, 1998 platzierte sich das Boot auf Rang 7. 1999 fuhr er mit dem kanadischen Achter im Ruder-Weltcup mit.
2003 bildete Williams zusammen mit Cameron Baerg, Thomas Herschmiller und Jake Wetzel einen Vierer ohne Steuermann. Dieses Boot siegte beim Weltcup in Luzern vor den Booten aus Italien und aus Deutschland. Bei den Weltmeisterschaften in Mailand unterlagen die Kanadier im Halbfinale dem deutschen Vierer, im Finale gewannen die Kanadier die Goldmedaille vor den Briten und den Deutschen.
2004 siegten die vier Kanadier beim Weltcup in München, unterlagen aber in Luzern dem US-Vierer. Bei den Olympischen Spielen 2004 in Athen siegten die Kanadier im ersten Halbfinale, die Briten entschieden das zweite Halbfinale für sich. Im olympischen Finale siegten die Briten mit acht Hundertstelsekunden Vorsprung vor den Kanadiern, drei Sekunden dahinter gewannen die Italiener die Bronzemedaille. 
2005 wechselten Baerg und Williams in den kanadischen Achter, der bei den Weltmeisterschaften in Gifu den siebten Platz belegte. 2006 ruderte Williams im kanadischen Vierer ohne Steuermann und belegte den achten Platz bei den Weltmeisterschaften in Eton. 
2005 und 2006 siegte Barney Williams mit dem Boot der Universität Oxford beim Boat Race. Williams ist verheiratet mit der Ruderin Buffy-Lynne Williams.